# ندست
نَدسَت (به انگلیسی: Nadsat) نوعی سیاق یا زبان مخفی ساختگی است که در رمان پرتقال کوکی آنتونی برجس توسط نوجوانان استفاده شده‌است. برجس علاوه بر رمان نویسی، زبانشناس هم بود. و از همین توانایی اش استفاده کرد تا شخصیت‌های رمانش به یک نوع زبان انگلیسی متاثر از زبان روسی صحبت کنند. خود واژه ندست هم از پسوند روسی که معادل تین (teen) در انگلیسی است ریشه می‌گیرد. زبان ندست در فیلم برگرفته از رمان که استنلی کوبریک آن را ساخته بود هم استفاده شده‌است.

## توضیح بیشتر
ندست مدلی از سخن گفتن است که اعضای خرده‌فرهنگ ندست (نوجوانان) در رمان پرتقال کوکی به کار می‌برده‌اند. ضدقهرمان داستان و راوی کتاب یعنی الکس دلارج این زبان را در حالت اول شخص به کار می‌برد تا داستان را به خواننده هم مربوط سازد. او همچنین از این زبان برای ارتباط با هر کسی استفاده می‌کند از جمله رفقایش، والدین، قربانیان و حتی هر مقام مسئولی که او با آن‌ها رابطه پیدا می‌کند. الکس هم مانند بسیاری از کسانیست که به زبان انگلیسی استاندارد صحبت نمی‌کنند ولی اگر بخواهند می‌توانند. این زبان یک زبان نوشتاری نیست، در واقع خواننده اثر حس می‌کند که آن یک زبان نوشته شده از صحبتهای محلی است.
ندست به‌طور اساسی یک زبان انگلیسی است که واژگانی را هم از زبان روسی قرض گرفته‌است.